# Lipthay család
A kisfaludi és lubellei nemes és báró Lipthay család egy Árpád-korból származó, régi magyar nemesi család.

## Története
Liptó vármegye Lubelle helységéből származnak a Lipthayak. Első ismert őse, egy bizonyos Myloth volt, akit 1263 és 1298 között említenek. Ez az ős még Likva települést birtokolta, de fiai 1341-ben elcserélték ezt a birtokot Lubelle helységre. Erre Károly Róberttől még királyi adományt is kaptak. Ettől a cserétől kezdve használják lubellei előnevüket. A valószínűleg 1435-ben elhunyt Bálint viselte először ténylegesen a Lipthay nevet. Fiai már Kisfalud nógrádi falut is birtokolták, innen ered másik előnevük. Az 1754-55-ös nemesi összeírás során a családból Hont vármegyében Sándor, míg Nógrádban Gáspár és Sándor igazolták nemességüket. 1830. június 11-én Frigyes bárói címet és ezzel együtt örökös főrendiházi tagságot is kapott Ferenc császártól, bár egyes adatok szerint ez csak az apja, Antal 1780-ban kapott bárói címének a megerősítése. 1917-ben, a család köznemesi ágából származó Gyula és Béla testvérek ugyancsak bárói címet kaptak. 1885. augusztus 15-én Schwarzel Sándor műegyetemi tanárra ruházták édesanyja révén a Lipthay család nemességét és címerét, aki ezután a Lipthay nevet használta.

## Jelentősebb családtagok

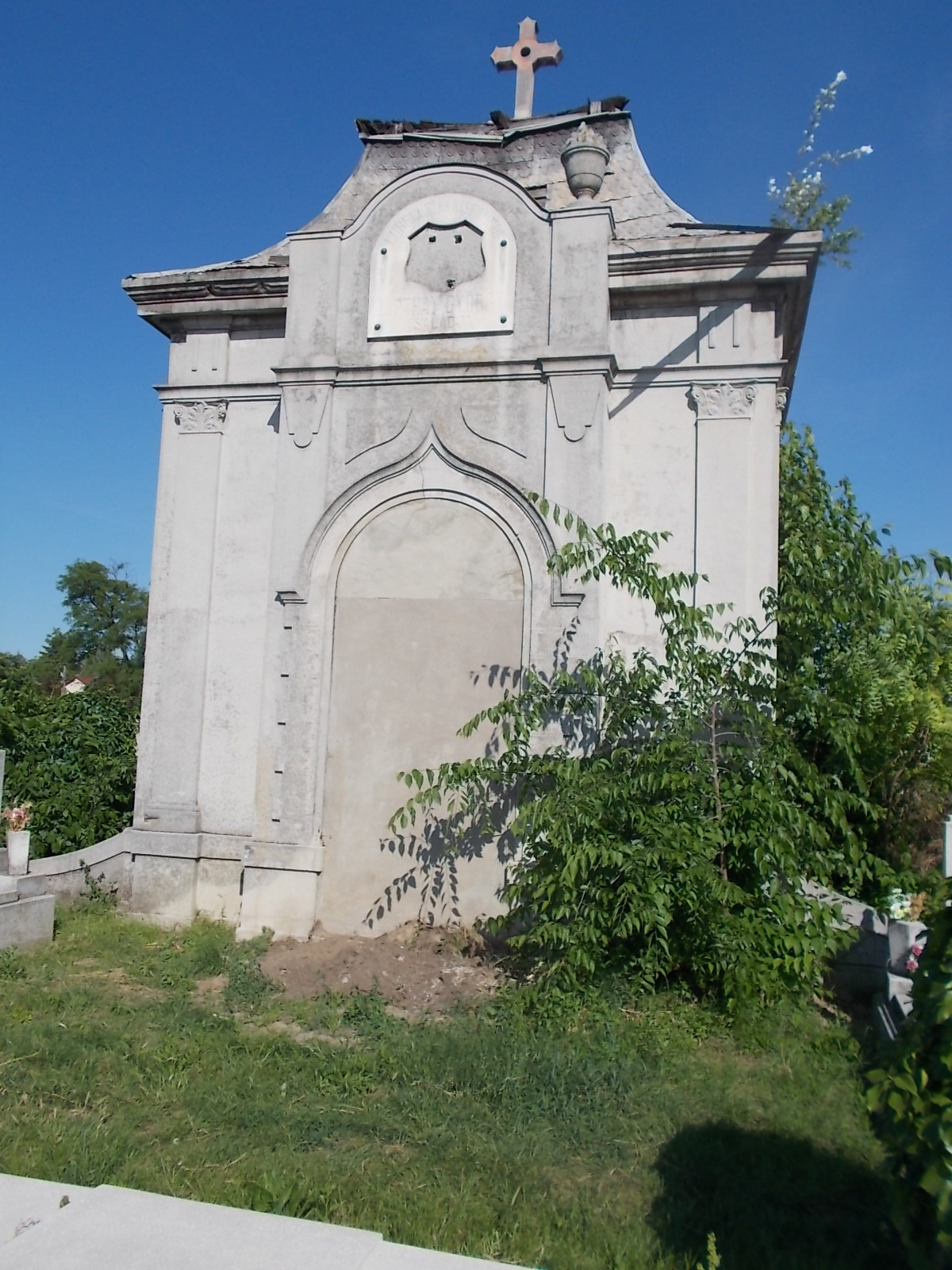
Abony
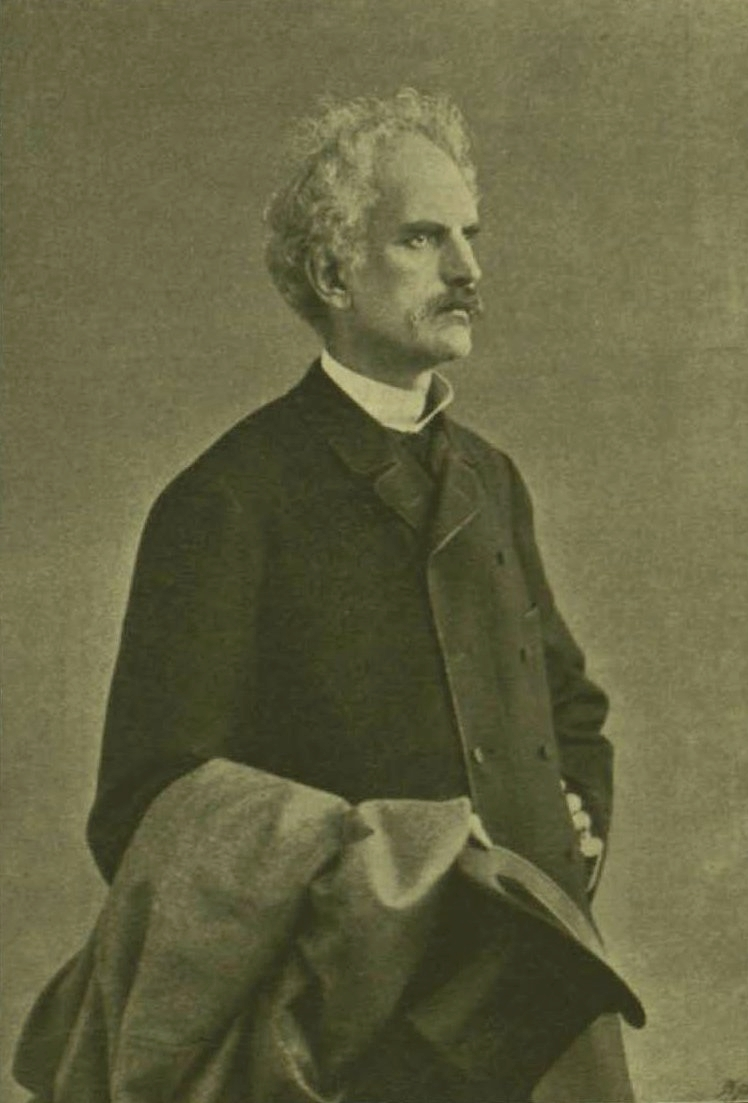
Lipthay Béla 1899-ben
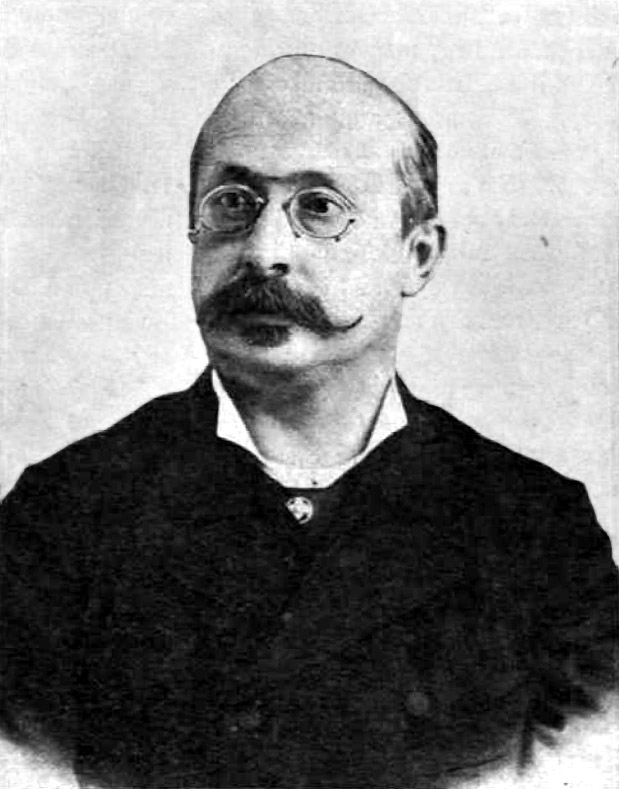
Lipthay Sándor
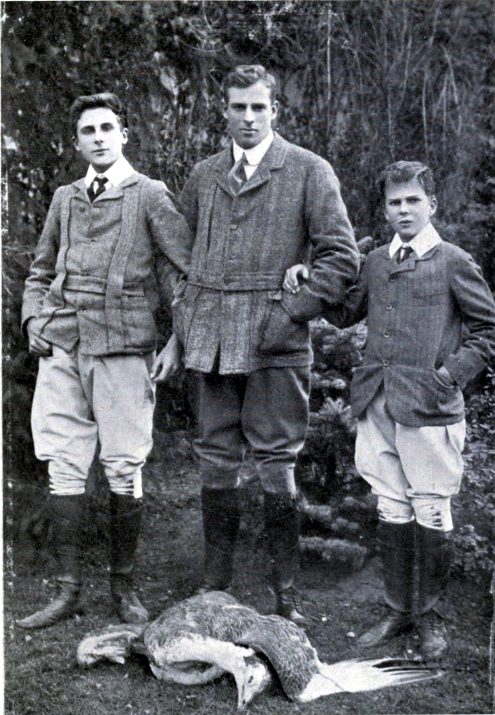
Lipthay Béla és Antal Anthony Wilding teniszjátékossal
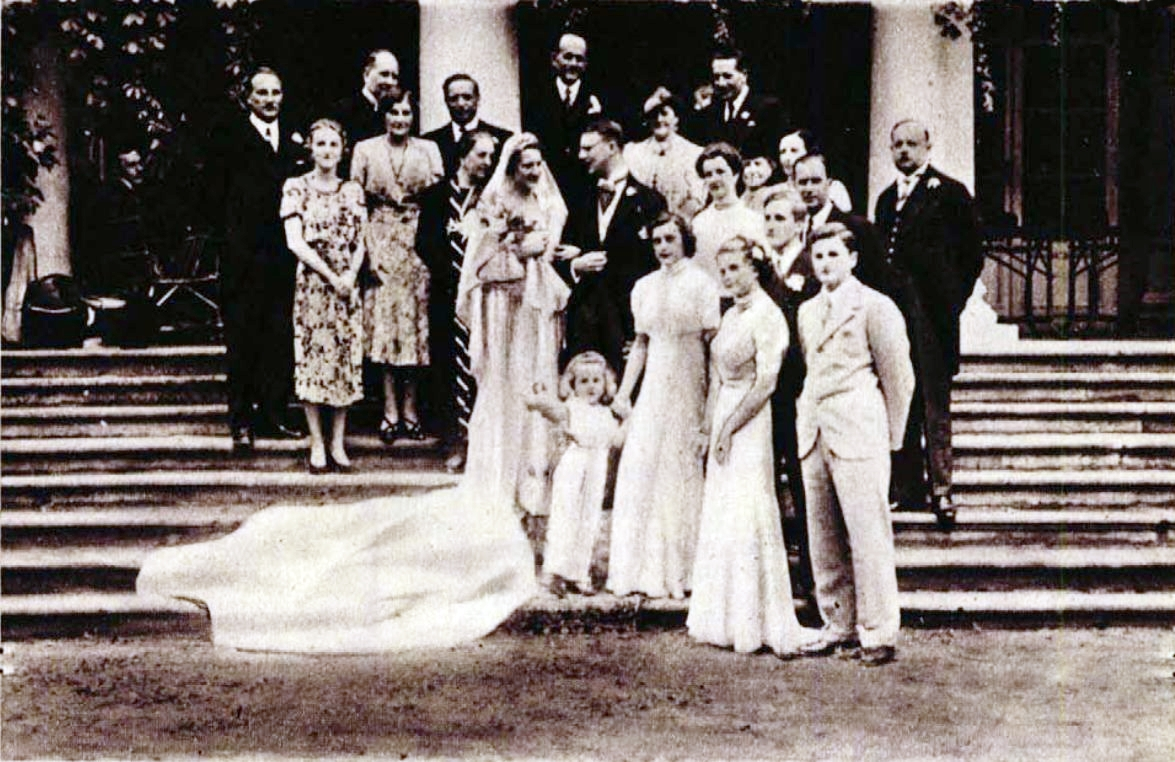
Lipthay Mária bárónő és Jonkheer van Nispen Sevenaer John házasságkötése (Lovrin)

- Lipthay Imre (1585 körül – 1633) 1612–1626 között Bars vármegye alispánja, országgyűlési és törökországi követ.
- Lipthay Antal (1745–1800) kiváló katona, altábornagy
- Lipthay Sándor István János László (1793-1870) bölcseleti és jogi doktor, császári és királyi udvari tanácsos és ügyvéd.
- Lipthay Béla báró (1827-1899) politikus, jogász, főrendházi tag, műgyűjtő, a magyar iparművészeti társulat alapító tagja és elnöke, huszár főhadnagy, százados az 1848–49-es szabadságharcban, később Baranya és Pest-Pilis-Solt-Kiskun vármegye főispánja. Budai Kerület képviselője (1872), Népszínházi Bizottmány elnöke, Torontál megye Billéti ker. képviselője, palotája a budai Duna parton volt, Fővárosi közmunkák tanácsa tanácstag (kb. 1892) itt Duna szabályozás, Dunai hidak ügyeivel foglalkozik.
- Lipthay Sándor (1847–1905) műegyetemi tanár, vasúti szakember
- Lipthay Béla (1869–1928) császári és királyi kamarás, földművelésügyi miniszteri osztálytanácsos, főrendiházi politikus
- Lipthay Gyula (1871–1933) katona, császári és királyi őrnagy, kamarás
- Lipthay Béla (1892-1974) lepidopterológus, entomológus, muzeológus, ősbotanikus
- Lipthay Kornél kúriai bíró